# Pulsatilla nivalis
Pulsatilla nivalis är en ranunkelväxtart som beskrevs av Takenoshin Nakai. Pulsatilla nivalis ingår i släktet pulsatillor, och familjen ranunkelväxter. Inga underarter finns listade i Catalogue of Life.